# Лугавушка
Луга́вушка (рос. Лугавушка, башк. Лугавушка) — присілок у складі Стерлібашевського району Башкортостану, Росія. Входить до складу Старокалкашівської сільської ради.
Населення — 2 особи (2010; 12 в 2002).
Національний склад:
- росіяни — 42%